# Marguerite Duparc
Pour les articles homonymes, voir Duparc.
Marguerite Duparc (13 mars 1933 en France - 13 février 1982 à Bedford) est une distributrice, puis monteuse et productrice de cinéma.

## Biographie
Arrivée au Québec en 1955, à 22 ans, elle y rencontre et épouse dans les années 1960 le cinéaste Jean-Pierre Lefebvre, dont elle monte et produit les films, dans leur maison de production Cinak Compagnie Cinématographique Ltée, ainsi que ceux de plusieurs autres cinéastes québécois, avant de mourir d'un cancer à 48 ans, alors qu'elle procédait à sa première réalisation : Histoires pour Blaise, un film pour enfant. Lefebvre évoque, peu après (en 1983), dans son film Au rythme de mon cœur, l'évolution de la maladie de son appréciée partenaire et compagne en allée.

## Filmographie

### Comme monteuse
- 1965 : Le Révolutionnaire
- 1967 : Il ne faut pas mourir pour ça
- 1968 : Patricia et Jean-Baptiste
- 1969 : Jusqu'au cœur
- 1969 : Mon amie Pierrette
- 1969 : La Chambre blanche
- 1970 : Un succès commercial
- 1971 : Mon œil
- 1971 : Mon enfance à Montréal
- 1971 : Les Maudits Sauvages
- 1972 : Ô ou l'invisible enfant
- 1972 : Corps et Âme
- 1972 : La Maudite Galette
- 1973 : Réjeanne Padovani
- 1973 : Les Dernières Fiançailles
- 1973 : On n'engraisse pas les cochons à l'eau claire
- 1973 : Ultimatum
- 1975 : L'Île jaune
- 1975 : Confidences de la nuit (L'Amour blessé)
- 1976 : Le Gars des vues
- 1977 : Le Vieux Pays où Rimbaud est mort
- 1980 : Avoir 16 ans
- 1982 : Les Fleurs sauvages

### Comme productrice
- 1967 : Il ne faut pas mourir pour ça
- 1970 : Un succès commercial
- 1972 : Corps et Âme
- 1972 : La Maudite galette
- 1973 : Réjeanne Padovani
- 1973 : Les Dernières Fiançailles
- 1973 : On n'engraisse pas les cochons à l'eau claire
- 1973 : Ultimatum
- 1975 : L'Île jaune
- 1975 : Confidences de la nuit (L'Amour blessé)
- 1976 : Le Gars des vues
- 1977 : Le Vieux Pays où Rimbaud est mort
- 1979 : L'Hiver bleu
- 1980 : Avoir 16 ans
- 1982 : Les Fleurs sauvages

### comme actrice
- 1973 : Réjeanne Padovani : La réceptionniste au motel